# Kaljani
Der Kaljani, im Oberlauf auch Ganur Basara, ist ein ca. 114 km langer linker Nebenfluss der Torsa in Bhutan und im indischen Bundesstaat Westbengalen.

## Verlauf
Der Kaljani entspringt im Südwesten des bhutanesischen Distrikts Chukha in den Siwaliks auf einer Höhe von etwa 2000 m. Er fließt in südwestlicher Richtung durch das Gebirge und erreicht nach 15 km das Terai, den Nordteil des westbengalischen Tieflands, überquert die Grenze nach Indien und wendet sich nach Süden. Auf den folgenden etwa 15 Kilometern verbreitert sich das Flussbett, so dass der Kaljani einen verflochtenen Fluss ausbildet. Bei Flusskilometer 85 trifft die Pana von links auf den Kaljani. Etwa 6 km weiter westlich fließt die Torsa ebenfalls nach Süden. Bei Flusskilometer 60 wendet sich der Kaljani nach Südosten. Er bildet nun größere Flussschlingen aus. Bei Flusskilometer 47 trifft die Dima von Norden kommend auf den Kaljani. Kurz darauf, bei Flusskilometer 44, passiert der Kaljani die am linken Flussufer gelegene Stadt Alipurduar. Anschließend wendet sich der Kaljani nach Süden. Bei Flusskilometer 28 mündet die Chaka von links in den Fluss. Etwa 4 Kilometer oberhalb der Mündung überqueren die Fernstraße sowie die Eisenbahnlinie zwischen den Städten Koch Bihar und Tufanganj den Fluss. Dieser erreicht 15 km ostsüdöstlich von Koch Bihar die Torsa. Das Einzugsgebiet des Kaljani umfasst eine Fläche von ca. 1100 km², davon befinden sich etwa 125 km² in Bhutan. Ein Großteil des nördlich von Alipurduar gelegenen Buxa-Tigerreservats wird über den Kaljani entwässert.